# 肯特 (紐約州)
肯特（英語：Kent）是一個位於美國紐約州帕特南縣的鎮。

## 人口
根據2020年美國人口普查的數據，肯特的面積為112.21平方千米，當中陸地面積為104.90平方千米，而水域面積為7.31平方千米。當地共有人口12900人，而人口密度為每平方千米115人。